# Tadeusz Kępka
Tadeusz Kępka (ur. 27 marca 1932 w Nowym Mieście, zm. 18 lutego 2018 w Meksyku) – polski trener lekkiej atletyki, pracujący m.in. z reprezentacją Polski – tzw. Wunderteamem, a od 1966 w Meksyku.

## Życiorys
Trenerem został w wieku dwudziestu lat, prowadził najpierw zawodniczki w biegu na 800 metrów, od 1956 średnio- i długodystansowców, jego zawodnikiem był m.in. Witold Baran. Od 1966 pracował w Meksyku, gdzie pracował z długodystansowcami. Jego zawodnikami byli m.in. olimpijczycy Juan Máximo Martínez, Rodolfo Gómez, Arturo Barrios, Juan Luis Barrios, Dionicio Cerón i Germán Silva.
W 2004 został odznaczony Krzyżem Kawalerskim Orderu Zasługi Rzeczypospolitej Polskiej (M.P. z 2005, nr 9, poz. 159)